# Chevrolet Cobalt
A Chevrolet Cobalt egy kompakt autó, melyet a Chevrolet (General Motors) gyártott 2004 és 2010 között. A Cobalt a Cavalier-t és a Prizmet váltotta le a Chevrolet kínálatában. Dél-Amerikában 2011, Üzbegisztánban pedig 2012 óta gyártanak Chevroleteket Cobalt néven, ez tekinthető a típus második generációjának, bár az Egyesült Államokban nem gyártják és forgalmazzák ezt a változatot és kizárólag szedán készül belőle.
A Cobalt kupé és szedán változatban is elérhető volt és ugyanarra a GM Delta nevű alvázra épült, mint a Chevrolet HHR, Pontiac G5, az Opel Astra vagy az Opel Zafira. Készültek belőle nagy teljesítményű sportváltozatok is Chevrolet Cobalt SS néven. Minden példány a General Motors lordstowni üzemében, Ohióban készült. Az Amerikai Környezetvédelmi Hivatal "szubkompakt" kategóriába sorolta a Cobaltot. 2004 és 2010 között a GM 1 019 842 darabot adott el belőle.
A Chevrolet 2009-ben mutatta be a Cobalt utódját, az új Delta II-es alvázra épülő Chevrolet Cruze-t Európában, majd 2010-ben Amerikában is bevezette az új modellt. A Cobalt amerikai változatának gyártása 2010. június 23-án állt le.

## Műszaki felszereltség, adatok
A kocsit független, MacPherson rendszerű első felfüggesztéssel szerelték, hátulra pedig félfüggetlen torziós híd került. Az autó tengelytávja 2624 mm, amivel hosszabb vetélytársainál, szélessége pedig 1737 mm. Súlya átlagosan 1239 és 1327 kilogramm között mozog. 2009-ben az Amerikai Környezetvédelmi Hivatal szabályzásai miatt a Chevrolet hatékonyabbá tette a Cobalt üzemanyag felhasználását, melynek automata váltós változata így 9,8 liter benzint fogyasztott 100 kilométeren városban és 6,9-et autópályán. A manuális sebességváltós verzió 9 litert fogyasztott városban és 6,4-et autópályán. A motor is erősebbé vált, 155 lóerős teljesítmény leadására lett képes.

## Változások évről évre

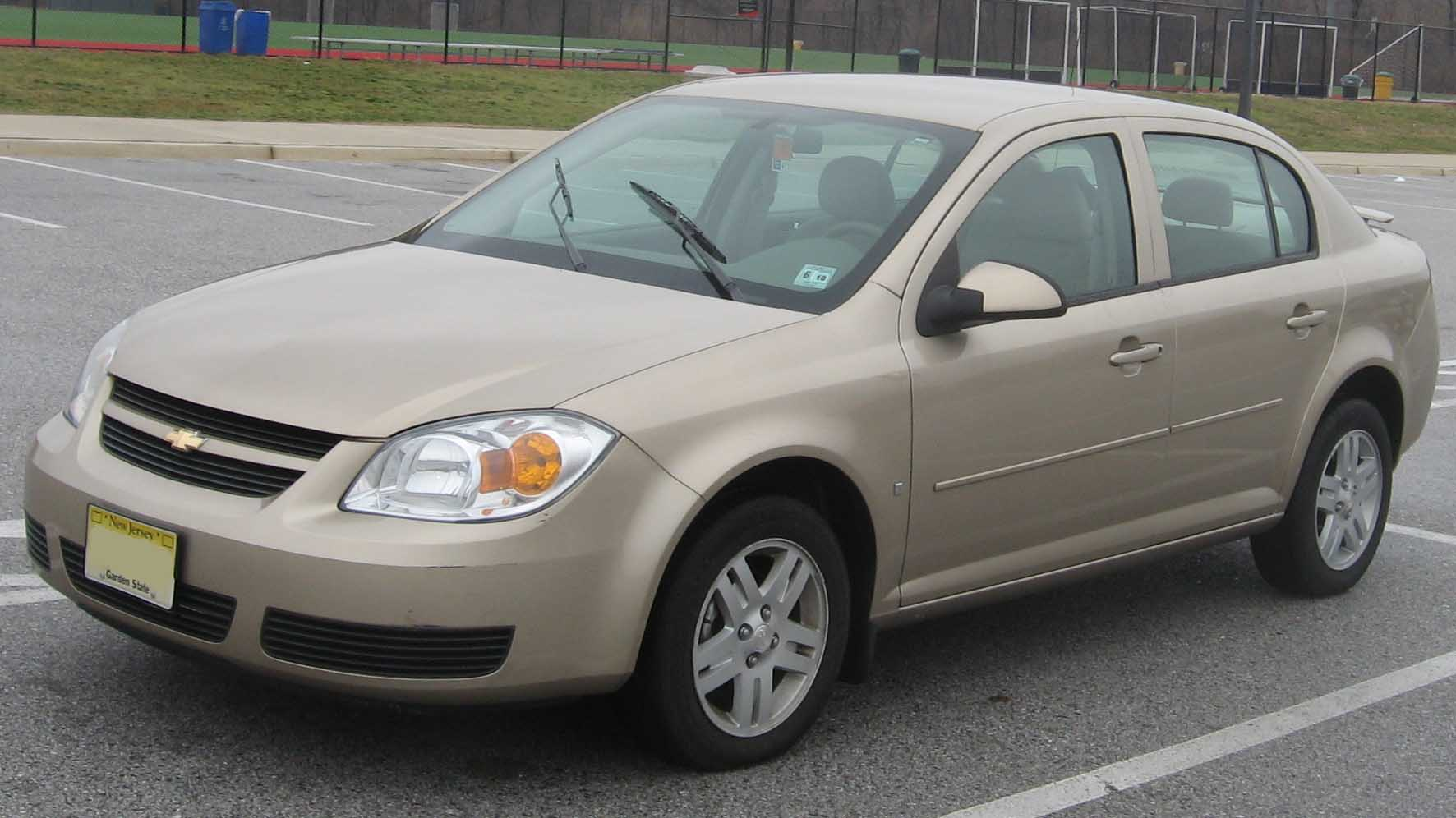
Chevrolet Cobalt LT szedán

- 2006: Egy feltöltőkompresszor nélküli Cobalt SS is bekerült a választékba, amit egy 2,4 literes, soros négyhengeres Ecotec szívómotorral szeretlek. Az LS jelzéssel ellátott Cobaltok alapfelszereltségűek voltak, az LT lett a közepes felszereltség jele, az LTZ pedig a full-extráé. Mint a legtöbb, 2006-ban a General Motors által gyártott kocsira a Cobaltra is felkerült két GM-logó, az első ajtók elé.
- 2007: A 2,2 és a 2,4 literes motorok is erősebbé váltak, miközben nem nőtt meg a fogyasztásuk és károsanyag-kibocsátásuk. Előbbi 148 lóerős (110 kW), utóbbi 173 lóerős (129 kW) lett. A kocsi utasterében is történtek változások: megújult a középkonzol, a kormánykerék és a rádió fejegysége is, melyhez most már egy jack-dugón keresztül külső zenelejátszót is lehetett csatlakoztatni. A fedélzeti számítógépet is kicserélték, a régi 16 bites helyére egy új, 32 bites került. Kisebb érdekesség, hogy az LS és LT1 jelzésű modellek kivételével a kerékcsavar-méretek is megváltoztak, előbbiek esetében maradtak a 4x100-as csavarok, míg a többi autó kerekeit 5x110-es csavarokkal rögzítették.
- 2008: A 2,4 literes nagyteljesítményű szívómotorral szerelt Cobalt SS kupé és szedán változatait átnevezték egyszerűen Sport Coupe-ra és Sport Sedanra. Az új Cobalt SS 260 lóerős (194 kW) turbós motort kapott a 2005 és 2007 között gyártott kompresszoros helyett. Az LS és LT1 modellek fogyasztását lecsökkentették azáltal, hogy gazdaságosabbá tették a motorjukat. A manuális sebességváltóval szerelt autók így 9,4 litert fogyasztottak 100 km-en városi használat mellett és 6,5 litert autópályán. Ezekre a kocsikra felkerült az XFE (X-tra Fuel Economy) embléma a gazdaságos üzemanyag használatra utalva és alapfelszereltséggé vált az XM Radio, az oldalsó függönylégzsákok és az MP3-lejátszó. Bemutatásra került a StabiliTrak menetstabilizátor és a külső-belső színválaszték szűkösebbé vált.
- 2009: A 2,4 literes szívómotoros Sport Coupe és Sport Sedan kikerült a kínálatból. Eltűnt a 2,2 literes L61 jelzésű motor is, helyére a szintén 2,2 literes LAP motor került, gazdaságosan üzemanyag felhasználással és nagyobb teljesítménnyel. A Cobalt SS kínálatába bekerült a szedán változat a kupé mellé. A színválaszték kissé átalakult és a belső tér színkínálatából eltűnt a "semleges" tónus. A kocsi rádiója Bluetooth-jelek vételére is alkalmassá vált. A SS kupé változatába bekerült egy programozható teljesítmény-visszajelző szerkezet, melyen keresztül a motor teljesítménye volt figyelemmel követhető különböző szempontok szerint és egyes beállításokon változtatni is lehetett.[5]

## Biztonság
A töréstesztekkel foglalkozó amerikai Insurance Institute of Highway Safety (IIHS) cég "Jó" értékelést adott a vezető- és utasvédelemre frontális ütközés esetén. Az oldalirányú ütközés során mért eredmények alapján azonban a függönylégzsák nélküli változat "Gyenge", és a függönylégzsákkal felszerelt is csak "Elfogadható" értékelést kapott. Az oldallégzsákok 2008-tól alapfelszereltséggé váltak a Cobaltban, de az autó felépítése nem változott, így az eredmények sem lettek sokkal jobbak, az IIHS "Csekély" mértékűként értékelte az oldalvédelmet. Az oldallégzsákok csak a fejnek nyújtottak védelmet, a testnek nem, ami komoly sérülésforrás lehetett oldalirányú ütközések esetén. 2009 előtt a menetstabilizátor csak a Sport-modellekhez volt rendelhető, extraként.

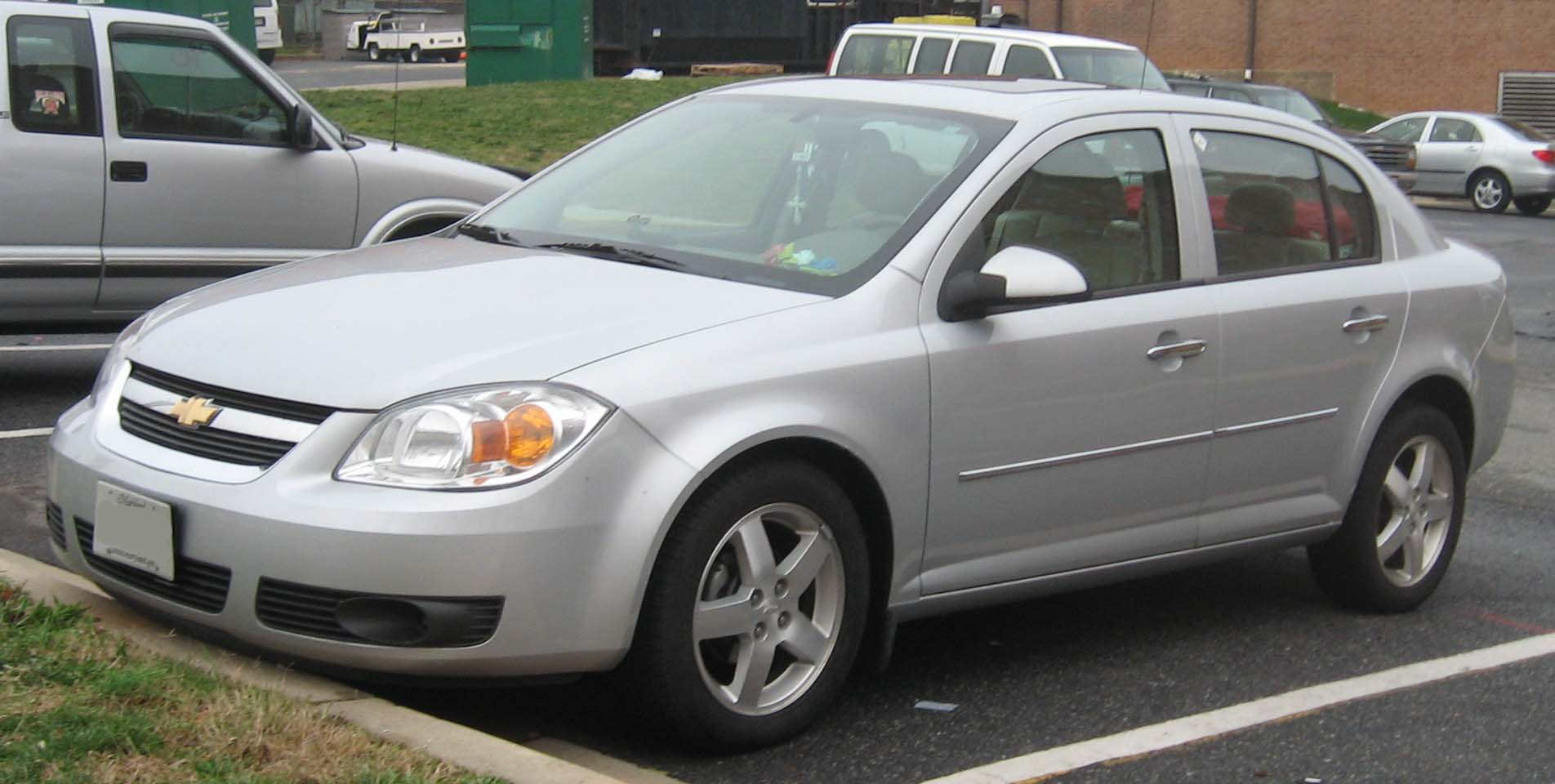
Chevrolet Cobalt LTZ szedán

Az NTHSA 2010-ben szintén végzett törésteszteket a szedán változaton. Íme az értékeléseik:
- Frontális ütközés - vezetővédelem:
- Frontális ütközés - utasvédelem:
- Oldalirányú ütközés - vezetővédelem:
- Oldalirányú ütközés - hátul ülő utas védelme:
- Borulás:

## Visszahívások
2010. március 2-án a General Motors bejelentette, hogy visszahív 1,3 millió darabot kompakt autói közül, köztük Cobaltokat is a kormányszervó hibája miatt. Nem sokkal később azért volt szükség tömeges alkatrészcserére, mert a motor hője gyakran kárt tett a benzinpumpa műanyag csöveiben. Ezeket a javításokat csak az Egyesült Államok néhány déli államában végezték el. 2012 elején 98 ezer 2005 és 2006 között gyártott Cobaltot rendelt vissza a gyár, mivel a belső borítás egy bizonyos ponton nem volt elég párnázott, ami súlyos fejsérüléseket okozhatott volna ütközéseknél. A GM szerint ugyanakkor ez a veszély csak azokra vonatkozott, akik nem kötötték be a biztonsági övüket. 2012. szeptember 28-án a General Motors 40 859 autót, köztük 2007 és 2009 között készült Cobaltokat rendelt vissza üzemanyag szivárgás veszélye miatt.

## Motorok
| Gyártási év | Motor                                                     | Teljesítmény       | Nyomaték |
| ----------- | --------------------------------------------------------- | ------------------ | -------- |
| 2005–2006   | 2,2 literes Ecotec L61, soros négyhengeres                | 145 lóerő (108 kW) | 210 Nm   |
| 2007–2008   | 2,2 literes Ecotec L61, soros négyhengeres                | 148 lóerő (110 kW) | 210 Nm   |
| 2009–2010   | 2,2 literes Ecotec LAP, soros négyhengeres                | 155 lóerő (116 kW) | 203 Nm   |
| 2006        | 2,4 literes Ecotec LE5, soros négyhengeres                | 171 lóerő (128 kW) | 221 Nm   |
| 2007–2008   | 2,4 literes Ecotec LE5, soros négyhengeres                | 173 lóerő (129 kW) | 221 Nm   |
| 2005–2007   | 2,0 literes Ecotec LSJ, kompresszoros, soros négyhengeres | 205 lóerő (153 kW) | 271 Nm   |
| 2008–2010   | 2,0 literes Ecotec LNF, turbós, soros négyhengeres        | 260 lóerő (194 kW) | 353 Nm   |

## Eladási adatok
| Év   | Eladott db (USA) |
| ---- | ---------------- |
| 2004 | 4 959            |
| 2005 | 212 667          |
| 2006 | 211 451          |
| 2007 | 200 621          |
| 2008 | 188 045          |
| 2009 | 104 724          |
| 2010 | 97 376           |
| 2011 | 127 472          |

## Második generáció (Dél-Amerika, Európa)
2011-ben a General Motors brazíliai központjában bejelentették, hogy új autót fognak gyártani és forgalmazni Cobalt néven, mely a Chevrolet Astrát hivatott leváltani. A kocsiba 1,4 literes Econo.Flex motor került, majd 2012-től bekerült a kínáltba egy 1,8 literes változat is. Az új Cobalt eleje hasonlít a Chevrolat Agile elejéhez, a két autó mégsem nyugszik közös alapokon, hiszen a Cobalt nagyrészt a Chevrolat Aveón alapszik, míg az Agile a jóval öregebb, 1993-as Opel Corsa B-ből fejlődött ki
2012 óta Üzbegisztánban is gyártják a Cobalt második generációját. Úgy tervezik, egy év alatt 125 ezer autó hagyja majd el a gyártósort és 2013-ban kerül bevezetésre a típus Oroszországban. Az autó Európa néhány másik országában, a Közel-Keleten, Ázsia és Afrika egyes részein is kapható lesz. Arról egyelőre nincs pontos hír, hogy a magyarországi márkakereskedésekbe is eljut-e.